# Diana Legušs
Diana Legušs (* 18. August 1986 in Tallinn) ist eine ehemalige estnische Squashspielerin. 

## Karriere
Diana Legušs erreichte ihre höchste Platzierung in der Weltrangliste mit Rang 236 im Oktober 2007. Sie nahm mit der estnischen Nationalmannschaft mehrfach am European Nations Challenge Cup teil und gehörte zum Aufgebot, das 2006 den Titel gewann. Im Einzel stand sie zweimal im Teilnehmerfeld der Europameisterschaften. 2007 scheiterte sie noch in der Qualifikation an Pamela Pancis, ein Jahr darauf scheiterte sie in der ersten Runde des Hauptfeldes an Kerri Shields. 2006 wurde sie erstmals estnische Landesmeisterin und verteidigte diesen Titel zweimal in Folge. Ihr vierter und letzter Titelgewinn gelang ihr 2010.

## Erfolge
- Estnische Meisterin: 4 Titel (2006–2008, 2010)